# Eleição presidencial no Chile em 2021
A eleição presidencial no Chile de 2021 foi realizada em dois turnos. O primeiro foi em 21 de novembro, e o segundo foi no dia 19 de dezembro, para eleger um presidente com um mandato de 4 anos. O segundo turno foi disputado entre José Antonio Kast, do Partido Republicano, em coligação com o Partido Conservador Cristão, e Gabriel Boric, da Convergência Social, na coligação Apruebo Dignidad, que venceu a eleição com 4.620.890 votos.

## Sistema eleitoral
O Chile utiliza um sistema a duas-voltas, ou seja, possui um segundo turno caso um candidato não consiga uma maioria do voto no primeiro round. O segundo turno foi realizado para 19 de dezembro.
No Congresso Nacional, os 155 membros da Câmara dos Deputados são eleitos por 28 círculos eleitorais multilaterais com entre três e oito cadeiras, por representação proporcional em lista aberta. Os assentos são alocados pelo método d'Hondt. Os 50 membros do Senado são eleitos para mandatos de oito anos, com cerca de metade dos senadores renovados a cada eleição geral. Os senadores são eleitos a partir de 15 círculos eleitorais multi-membros de dois a cinco assentos de acordo com as regiões. As eleições de 2021 verão 27 membros eleitos, representando as regiões de Antofagasta, Biobío, Coquimbo, O'Higgins, Los Lagos, Los Ríos, Magallanes e Região Metropolitana de Santiago.

## Principais candidatos
Haviam 3 candidatos populares nas pesquisas. São eles:
| Foto | Candidato(a)                 | Apoio político      | Notas |
| ---- | ---------------------------- | ------------------- | --- |
|      | José Antonio Kast Deputado   | Partido Republicano | José Antonio Kast Rist (Santiago, 18 de janeiro de 1966) é um advogado chileno e político que concorreu à presidência do Chile na eleição presidencial no Chile em 2021. Ele serviu como membro da Câmara de Deputados do Chile, representando o Distrito 24 de Peñalolén e La Reina. Ele era membro da União Democrática Independente até 2016 e era um político independente até 2019. Kast concorreu a presidente como candidato independente na eleição presidencial no Chile em 2017, Desde 2018 é o líder do movimento de extrema-direita Ação Republicana (Acción Republicana). Em 2019 criou o Partido Republicano chileno, de extrema-direita, e o think tank Ideias Republicanas                                                                          |
|      | Gabriel Boric Deputado       | Convergência Social | Gabriel Borić Font (Punta Arenas, 11 de fevereiro de 1986) é um político chileno e ex-líder estudantil. É o atual presidente do Chile, desde 11 de março de 2022, tendo sido eleito nas presidenciais de 2021. Foi membro da Câmara dos Deputados de 11 de março de 2014 a 11 de março de 2022, representando Magalhães e Antártica Chilena. Ele foi eleito deputado nas eleições gerais de 2013 como candidato independente e foi reeleito em 2017, recebendo o maior número de votos entre todos os candidatos da Região de Magalhães em ambas as eleições. Ele ganhou a indicação do Apruebo Dignidad para as eleições gerais chilenas, em 18 de julho de 2021, com 60% dos votos, tornando-se um candidato presidencial para a coligação eleitoral esquerdista. |
|      | Franco Parisi Candidato 2013 | Partido da Gente    | Franco Aldo Parisi Fernández (nascido em 25 de agosto de 1967) é um engenheiro comercial e economista chileno que ganhou reconhecimento por fazer programas de rádio e de televisão sobre a economia, junto com o seu irmão Antonino Parisi, e chamado por alguns de "o economista do povo". Em 2012, ele lançou sua candidatura independente para as eleições presidenciais de 2013 no Chile. Parisi se identifica ideologicamente com o liberalismo social. |

## Resultados
| P.                                             | Candidato               | Candidato               | Part.                   | Apoio político          | 1º Turno   | 1º Turno | 2º Turno   | 2º Turno |
| P.                                             | Candidato               | Candidato               | Part.                   | Apoio político          | Votos      |          | Votos      |          |
| ---------------------------------------------- | ----------------------- | ----------------------- | ----------------------- | ----------------------- | ---------- | -------- | ---------- | -------- |
| 1º                                             |                         | José Antonio Kast       | Partido Republicano     |                         | 1 961 122  | 27,91%   | 3 650 088  | 44,13%   |
| 2º                                             |                         | Gabriel Boric           | Convergência Social     | Frente Ampla            | 1 814 809  | 25,83%   | 4 620 890  | 55,87%   |
| 3º                                             |                         | Franco Parisi           | Partido da Gente        |                         | 899 403    | 12,80%   |            |          |
| 4º                                             |                         | Sebastián Sichel        | Chile Vamos             | Chile Vamos             | 898 510    | 12,79%   |            |          |
| 5º                                             |                         | Yasna Provoste          | PDC                     | PDC PS                  | 815 558    | 11,61%   |            |          |
| 6º                                             |                         | Marco Enríquez-Ominami  | Progressista            | Progressista            | 534 485    | 7,61%    |            |          |
| 7º                                             |                         | Eduardo Artés           | União Patriótica        | UP                      | 103 181    | 1,47%    |            |          |
| Total de votos válidos                         | Total de votos válidos  | Total de votos válidos  | Total de votos válidos  | Total de votos válidos  | 7 027 068  | 98,76%   | 8 270 978  | 98,89%   |
| Votos nulos                                    | Votos nulos             | Votos nulos             | Votos nulos             | Votos nulos             | 57 200     | 0,80%    | 68 802     | 0,82     |
| Votos em branco                                | Votos em branco         | Votos em branco         | Votos em branco         | Votos em branco         | 31 322     | 0,44%    | 24 130     | 0,29%    |
| Total de votos emitidos                        | Total de votos emitidos | Total de votos emitidos | Total de votos emitidos | Total de votos emitidos | 7 115 590  | 100%     | 8 363 910  | 100%     |
| Total eleitoral                                | Total eleitoral         | Total eleitoral         | Total eleitoral         | Total eleitoral         | 15 030 973 | 100%     | 15 030 974 | 100%     |
| Participação                                   | Participação            | Participação            | Participação            | Participação            | 47,34%     | 47,34%   | 55,63%     | 55,63%   |
| Resultados: 99,99% das mesas apuradas (Servel) |                         |                         |                         |                         |            |          |            |          |

Por volta das 20h21 do dia 19 de dezembro de 2021, durante a apuração do segundo turno, Boric tinha 55,86% dos votos válidos, enquanto Kast tinha 44,14%, com 99,47% das urnas apuradas, o candidato de esquerda terminou o primeiro turno em segundo lugar, mas obteve uma virada histórica no segundo turno, conseguindo então se tornar o presidente do Chile com um mandato de quatro anos, a partir de 2022.